# Ralph Andraschek-Holzer
Ralph Andraschek-Holzer (* 1963 in Horn) ist ein österreichischer Kunsthistoriker und Bibliothekar.

## Leben
Ralph Andraschek-Holzer studierte Deutsche Philologie und Kunstgeschichte an der Universität Wien. Er promovierte 1991 in Wien mit einer Dissertation über „Der Geras-Pernegger deutsche Psalter aus dem 15. Jahrhundert“.
Seit 1994 arbeitet Andraschek-Holzer im Landesdienst von Niederösterreich und absolvierte hierbei eine Ausbildung zum Bibliothekar an der Österreichischen Nationalbibliothek. Er leitet die Topographische Sammlung der Niederösterreichischen Landesbibliothek.

## Ausstellungen
- 17. April bis 7. Juni 2019 Wiener Neustadt in alten Ansichten. Niederösterreichische Landesbibliothek, Ausstellung mit Katalog

## Publikationen
- Historischer Führer durch die Stadt Horn. Stadtgemeinde Horn, Horn 1992.
- Das Bild vom Kloster. Ansichten niederösterreichischer Ordenshäuser von 1470 bis 1800. Herausgegeben vom Diözesanarchiv St. Pölten, St. Pölten 2004, ISBN 978-3-901863-21-9.
- Niederösterreich in alten Ansichten. Das Weinviertel. Herausgegeben von Gebhard König, Direktor der NÖ Landesbibliothek, Christian Brandstätter Verlag, Wien 2006, ISBN 3-902510-73-0.
- Topographische Ansichten und Wahrnehmungsgeschichte. Eine Erkundung. Herausgegeben vom NÖ-Institut für Landeskunde, St. Pölten 2011, ISBN 978-3-901635-23-6.
- Die Schallaburg im Bild. Vom Barock bis zur Gegenwart. Verlag Bibliothek der Provinz, Gmünd 2013, ISBN 978-3-99028-247-2.
- Klosterbilder im Vergleich. Klosterneuburg und Heiligenkreuz. Niederösterreichische Landesbibliothek, St. Pölten 2016, ISBN 978-3-901635-97-7.